# Elvira Santamaría Torres
Elvira Santamaría Torres (Ciudad de México, 1967) es una artista visual, curadora y performancera mexicana. Su práctica artística se centra en la performance como búsqueda para entender la vida, las dinámicas de las relaciones humanas y el poder. Ha expuesto sus obras, curado y organizado festivales en centros de arte, galerías y museos, así como espacios públicos de México y el extranjero. Es integrante del grupo de performance Black Market International y del comité de Bbeyond; organización promotora de performance en Irlanda del Norte. Su trabajo se centra en las acciones en espacios públicos, instalación-performance, arte del proceso y performance de cámara.

## Biografía

### Trayectoria
Estudió en la Antigua Escuela de Pintura, Escultura y Grabado, La Esmeralda y realizó estudios de Maestría en Artes Visuales en la Universidad de Ulster, Irlanda del Norte. Se ha presentado en festivales de México, Europa, Norteamérica, Asia y América Latina, tales como el 3 Festival del Performance Ex Teresa Arte Actual 1994; la gira en Alemania, Colonia, Dusseldorf, Essen, Dortmund y Bon, organizada por ASA European en 1997; Expo Hanover 2000, gira en Japón (Tokio, Kioto, Nagano y Nagoya) Nippon International Performance Art Festival (NIPAF), 2002; InterSer0.
En el año 1997 a 2000, vivió y trabajó en Dresde Alemania, donde participó en varios eventos. En 2007 realizó la serie Acciones Urbanas en Bogotá. Fue integrante del Sistema Nacional de Creadores de Arte, FONCA en 2013. Impartió talleres y conferencias de performance en School of the Fine Arts Museum en Boston 2007, Laboratorios Existenciales del arte Acción en el Museo Universitario de Arte Contemporáneo de México (MUAC) 2013 y el taller Formas y Procesos Creativos del Arte Acción, Escuela de Arte Xul Solar, Junín, Argentina en 2016. Su trabajo e ideas han sido publicados en varios libros, catálogos, revistas y sitios de Internet como: Revista Inter Art Actuel 2011; Revista Efímera Ed. Acción!MAD, Madrid 2011; Libro Art & Agenda, Political, Art and Activism, Gestalten, Berlín 2012; Double Exposures, Manuel Vason, Londres 2014; Performance en México, Dulce María de Alvarado y Acción y Performance en los Muchos Méxicos, Josefina Alcázar 2016, Siglo XXI, entre otras. 
Organizó y curó eventos como el anual Encuentro Internacional de Performance de Yucatán 2002-2006  Acciones en Ruta, Intervenciones en la Ciudad de México 2001 y 2003 en colaboración con Víctor Muñoz; InterSER0; el Encuentro Internacional de Arte Acción 2009, en el Museo de Arte Carrillo Gil.

## Obra
De sus obras destacan: 
- Parábolas de desalojo y procesos de regeneración en México y otros países de Latinoamérica (2013-2016)
- Arrastrando un cuerpo, X’Teresa (1995)
- Acciones Urbanas, Bogotá( 2007)
- Parábola II: Ruta en Flor Urbana DF (2015)

## Reconocimientos
- En 1994 ganó el Primer Premio del 3 Concurso del Mes del Performance de X-Teresa con la pieza Donación para una fuerza ígnea
- En 2013 fue nominada al primer premio ARTRAKER, Awarding Creativity in Art and Conflicto en Londres
- En 2014 fue integrante y jurado de Artrakers